# Carlos Coloma
Coloma  Nicolás est un nom espagnol. Le premier nom de famille, en général paternel, est Coloma ; le second, en général maternel, souvent omis, est Nicolás.
Carlos Coloma Nicolás, né le 28 septembre 1981 à Logroño, est un cycliste espagnol spécialiste de VTT cross-country. Il termine 6e de l'épreuve olympique 2012 et 3e aux Jeux de 2016.

## Palmarès en VTT

### Jeux olympiques
Rio 2016
- 3e du VTT cross-country

### Coupe du monde
- Coupe du monde de cross-country
  - 14e en 2012
  - 25e en 2014
  - 11e en 2015
  - 18e en 2018

### Championnats d'Espagne
- Champion d'Espagne de cross-country espoirs : 2001 et 2002
- Champion d'Espagne de cross-country : 2005 et 2016